# Louis de Briançon-Vachon de Belmont
Pour les articles homonymes, voir Vachon, Briançon (homonymie) et Belmont.
Louis de Briançon-Vachon de Belmont est un homme politique français né le 10 décembre 1804 à Amiens (Somme) et décédé le 11 juillet 1857 au château de La Rivière-Bourdet, à Quevillon (Seine-Maritime).

## Biographie
Il est le fils de César de Vachon de Briançon, marquis de Belmont et de Clémentine Louise Henriette de Choiseul Gouffier.
Chambellan de l'empereur Napoléon, III, il est député des Basses-Pyrénées de 1855 à 1857, siégeant dans la majorité soutenant le Second Empire.
Il épouse en 1845 Armande Marie Suzanne de Posuel de Verneaux (1826-1891), dont il n'a pas d'enfant .
Il décède chez sa tante, la duchesse de Fitz-James et sa sépulture se trouve dans l'église de Quevillon.